# Шамар Кьончог Геуай Юнгнай
Шамар Ринпоче Кьончог Геуай Юнгнай (1733 – 1741) е деветият поред от регентите на линията Карма Кагю на Тибетския будизъм и втори най-важни лами на приемствеността. Той е роден в Паро в Бутан и разпознат от 8-ия Ситу Ринпоче, но поради неблагоприятно стечение на обстоятелствата умира едва осемгодишен без да успее да поеме функциите си. Тъй като реализираните Бодхисатви като Шамарпа са свободни от кармични пречки, то традиционното будистко обяснение гласи, че краткият му живот е пречка не за него, а за неговите ученици, които не могат да го срещнат като учител.